# Blind Alfred Reed
„Blind“ Alfred Reed (* 15. Juni 1880 in Floyd, Virginia; † 17. Januar 1956) war ein US-amerikanischer Old-Time-Musiker. Reed war bekannt für seine Protestsongs, die die aktuelle Situation der 1920er-Jahre kommentierten.

## Leben

### Erste Jahre
Über seine Kindheit oder Jugend ist nicht viel bekannt. Alfred Reed wurde in Floyd, Virginia, geboren. Er war von Geburt an blind, daher erhielt er auch später den Beinamen „Blind“. Reed wuchs in einer konservativen Familie auf und bekam schon früh eine Fiddle geschenkt, die er bald beherrschte.

### Karriere
Während Reed 1927 auf einer Fiddler’s Convention in Tennessee spielte, wurde er von dem Produzenten Ralph Peer entdeckt. Peer hörte, wie er den Song Wreck of the Virginian vortrug, und fragte Reed, ob er an Aufnahmen auf Schallplatte interessiert sei. Peer war mit einem mobilen Studio nach Bristol gefahren, wo er neue Talente suchte. An diesem Tag spielten auch Jimmie Rodgers und die Carter Family, die ersten Superstars der Country-Musik, ihre ersten Stücke ein. Reed wurde bei diesen Aufnahmen von seinem Sohn Arville auf der Gitarre begleitet. Sie spielten insgesamt vier Titel ein: You Must Unload, I Mean to Live For Jesus, The Wreck of the Virginian und Walking in the Way of Jesus.
Nach der sogenannten Bristol Session nahm Reed in den folgenden Jahren weiterhin Platten auf. Zwei seiner bekanntesten Stücke sind How Can a Poor Man Stand Such Times and Live und Why Do You Bob Your Hair, Girls?, von dem auch ein zweiter Teil eingespielt wurde. Beide Stücke waren selbstgeschrieben und handelten von aktuellen Begebenheiten der damaligen Zeit. Letzterer hatte vor allem ein sehr konservatives Thema zum Inhalt: Reed kritisiert hierbei die Art, wie sich Frauen damals die Haare machten, was in seinen Augen unmoralisch und nicht angebracht sei. How Can a Man Stand Such Times and Live dagegen kommentierte die schlechte wirtschaftliche Situation in den USA, bedingt durch die Weltwirtschaftskrise. Reed wird daher als einer der ersten Protestsänger angesehen, vor allem auch, da das Komponieren eigener Stücke in der Hillbilly-Musik der damaligen Zeit sehr selten war.
Nach 1929 gab Reed seine Karriere auf.
Den Rest seines Lebens verbrachte Reed im Sumner County, Tennessee, und im Mercer County, West Virginia. 1956 starb Reed; er war verhungert. Er wurde in Elgood, West Virginia, beigesetzt. 2007 wurde Blind Alfred Reed in die West Virginia Music Hall of Fame aufgenommen und im selben Jahr nahmen bekannte Musiker wie Little Jimmy Dickens und Tim O’Brien das Album Always Lift Him Up: A Tribute to Blind Alfred Reed auf, das 19 Stücke von Reed enthält, gesungen von anderen Interpreten.

## Diskografie
Die Chronologie seiner späteren Victor-Veröffentlichungen ist unklar.
| Jahr                    | Titel | Anmerkungen                              |                |
| Victor Records          | Victor Records | Victor Records                           | Victor Records |
| ----------------------- | --- | ---------------------------------------- | -------------- |
| 1927                    | Walking in the Way of Jesus / Wreck of the Virginian                                                                       | als Reverend Alfred Reed                 |                |
| 1927                    | I Mean to Live for Jesus / You Must Unload                                                                                 | B-Seite als Blind Reverend Alfred Reed   |                |
| 1928                    | Prayer of the Drunkard’s Little Girl / Explosion in the Fairmont Mines                                                     |                                          |                |
| 1928                    | Why Do You Bob Your Hair, Girls? / Always Lift Him Up and Never Knock Him Down                                             |                                          |                |
| 1928                    | I’m Going to Walk on the Streets of Glory / Fate of Chris Lively and Wife                                                  | A-Seite von den West Virginia Night Owls |                |
| 1930                    | Woman’s Been After Man Ever Since / Why Don’t You Bob Your Hair, Girls? – Part 2                                           | A-Seite als Alfred Reed                  |                |
| 1930                    | There’ll Be No Distinction There / Beware                                                                                  |                                          |                |
| 1930                    | The Old Fashioned Cottage / You’ll Miss Me                                                                                 |                                          |                |
| 1930                    | How Can a Poor Man Stand Such Times? / Money Craving Folks                                                                 |                                          |                |
| 1930                    | We’ve Just Got to Have ’em, That’s All / Black and Blue Blues                                                              |                                          |                |
| Bluebird Records        | |                                          |                |
|                         | Always Lift Him Up and Never Knock Him Down / There’ll Be No Distinction There                                             |                                          |                |
| Unveröffentlichte Titel | |                                          |                |
|                         | - The Wreck of the Virginian (alt. take) - Walking in the Way with Jesus (alt. take) - The Railroader - Bonnie Little Girl | Victor, unveröffentlicht 1927 bis 1929   |                |